# Christian McGaffney
Christian Mc Gaffney (Caracas, Venezuela, 8 de abril de 1989) es un actor venezolano, reconocido por sus interpretaciones tanto en teatro, como en televisión. Interpretó a David en la coproducción RTI/Televisa La virgen de la calle, y el papel de Andy en la obra de teatro HIGH.

## Carrera
Inició su carrera actoral en 2005 en Con Toda El Alma, serie juvenil producida por Laura Visconti y transmitida por Venevisión. Ha trabajado en numerosas telenovelas, como Voltea pa' que te enamores; Torrente, un torbellino de pasiones; Un esposo para Estela, Natalia del mar, Las Bandidas y La virgen de la calle.
Además, ha participado en varias obras de teatro, como Los Cuentos Mágicos del Zapatero, Actos Indecentes: Los tres juicios a Óscar Wilde, Toc-Toc y HIGH. Esta última representó a Venezuela en el Festival Iberoamericano de Teatro de Bogotá de 2012.
McGaffney protagonizó el vídeo musical "Más Cerquita" de Famasloop, nominado a los Grammy Latinos 2013.
Protagonizó el cortometraje de 2018 y el largometraje de 2023 Simón, ambos dirigidos por Diego Vicentini.

## Vida personal
En enero de 2020, McGaffney se casó con la actriz y cantante venezolana María Gabriela de Faría.[cita requerida]